# Ofelia, enamorada
Ofelia, enamorada es el capítulo veinte de la primera temporada de la serie de televisión argentina Mujeres asesinas. Este episodio se estrenó el 29 de noviembre de 2005.
En el libro de Mujeres asesinas, este capítulo recibe el nombre de María Ofelia Lombardo, protectora, agregándole el nombre completo a la asesina, y cambiando el modus operandi.
Este episodio fue protagonizado por la primera actriz Leonor Manso en el papel de asesina. También, contó con las actuaciones especiales de Humberto Serrano y el primer actor Hugo Arana. Y las participaciones de Isabel Quinteros y Luis Margani.

## Desarrollo

### Trama
Ofelia (Leonor Manso) y Ricardo (Hugo Arana) son una pareja de 60 años, que viven muy felices en su casita. Ellos demuestran ser la pareja que ha sobrevivido más de cuarenta años casados y donde sigue vigente el cariño y el amor. Pero un día Ricardo se entera de que está enfermo de cáncer de pulmón, y esto los entristece terriblemente. De todas formas los médicos todavía no saben bien que es lo que le sucede con exactitud a Ricardo y sumado a unas palabras de aliento, la pareja sobrelleva la enfermedad con esperanza y hasta con un grado de humor. Pero con el tiempo las cosas comienzan a empeorar, Ricardo está cada vez peor y los médicos finalmente diagnostican lo peor: a Ricardo sólo le espera una etapa de sufrimiento que culminará en una inevitable muerte. Ofelia ama mucho a su marido, y no quiere por nada del mundo que este sufra. Después de pensar y reflexionar, decide ponerle fin a la vida de él con tres disparos en la cabeza.

### Condena
María Ofelia Lombardo fue condenada a 12 años de prisión. Los jueces la encontraron "plenamente responsable" de la muerte de su marido. Era el 14 de febrero Día de los enamorados, estuvo un año y medio detenida en la comisaría de Necochea, el 28 de agosto de 1999 la trasladaron a la cárcel de Los Hornos para que cumpliera su sentencia, salió en libertad el 9 de abril de 2000, actualmente reside en casa de uno de sus hijos.

## Elenco
- Leonor Manso
- Hugo Arana
- Humberto Serrano
- Isabel Quinteros
- Luis Margani

## Adaptaciones
- Mujeres asesinas (México): Ofelia, enamorada - Nuria Bages